# Línea D10 (Montevideo)
La línea D10 de la red de transporte urbano de Montevideo es una línea diferencial que une la Ciudad Vieja con Barra de Carrasco.  

## Características
Fue creada en los años ochenta por la cooperativa Rápido Internacional Cooperativo, uniendo la Ciudad Vieja con el Puente Carrasco, en la intersección de Avenida Italia y Rafael Barradas. Posteriormente con la apertura del Centro Comercial Geant del Parque Roosevelt, su recorrido es extendido. El 14 de junio de 2016 a consecuencia del cierre de la cooperativa Raincoop, la línea comienza a ser operada por la compañía Cutcsa.
En la actualidad, la línea funciona únicamente durante los días hábiles, debido a que los fines de feriado y festivos, es reemplazada con más frecuencias de línea 21. El 28 de julio de 2023 se realizaron ciertas modificaciones en su recorrido, precisamente en la Ciudad Vieja.

## Recorridos
En ambos recorridos circula por los barrios: Ciudad Vieja, Centro, Cordón, Tres Cruces, Parque Batlle, La Blanqueada, Buceo, Malvín, Carrasco y Barra de Carrasco. A diferencia de la línea D11, esta línea va por Avenida Italia.
| Ida (Ciudad Vieja) - Juan Lindolfo Cuestas - Buenos Aires - Circunvalación Plaza Independencia - Avenida 18 de Julio - Bulevar Artigas - Avenida Italia - Avenida de las Américas - Avenida a La Playa - (Terminal Parque Roosevelt) | Vuelta - (Terminal Parque Roosevelt) - Avenida a La Playa - Avenida de las Americas - Avenida Italia - Salvador Ferrer Serra - Juan Paullier - Avenida 18 de Julio - Circunvalación Plaza Independencia - Ciudadela - 25 de Mayo - Juncal - Cerrito |